# Revertospermata
Revertospermata är en klass av plattmaskar. Revertospermata ingår i fylumet plattmaskar och riket djur.
Klassen innehåller bara ordningen Fecampiida.